# Alfred McClung Lee
Alfred McClung Lee (* 23. August 1906 in Oakmont, Pennsylvania; † 19. Mai 1992 in Madison, New Jersey) war ein US-amerikanischer Soziologe, der 1976 als 67. Präsident der American Sociological Association (ASA) amtierte.
Nach seiner akademischen Ausbildung (Bachelor an der University of Pittsburgh, Ph.D. an der Yale University) war McClung Lee an verschiedenen amerikanischen Universitäten als Hochschullehrer tätig: University of Kansas New York University, Wayne State University und schließlich bis zu seiner Emeritierung 1971 am Brooklyn College of the City University of New York.
Im Laufe seiner Karriere arbeitete er mit vielen Wissenschaftlern und Bürgerrechtlern zusammen, deren soziologische Forschungen und juristische Strategien ab den 1930er bis in die 1950er Jahre zur Aufhebung der Rassentrennung in den US-amerikanischen Schulen führten. In Opposition zur akademischen Mainstream-Organisation American Sociological Association gründete Lee gemeinsam mit seiner Ehefrau Elizabeth Briant Lee 1951 zur Förderung angewandter und teilnehmender Soziologie die Society for the Study of Social Problems (SSSP), deren zweiter Präsident er 1953/54 war.

## Schriften (Auswahl)
- Sociology for people. Toward a caring profession. Syracuse University Press, Syracuse 1988, ISBN 978-0-81562-442-4.
- Sociology for whom? Oxford University Press, New York 1978, ISBN 978-0-19502-336-7.
- How to understand propaganda. Rinehart, New York 1952.
- The daily newspaper in America.The evolution of a social instrument. Macmillan, New York 1937.